# Ковела
Ковела (пол. Koweła) — село в Польщі, у гміні Нарва Гайнівського повіту Підляського воєводства. Населення — 98 осіб (2011).

## Історія
Вперше згадується у XVII столітті.
У 1975—1998 роках село належало до Білостоцького воєводства.

## Демографія
Демографічна структура станом на 31 березня 2011 року:
|          | Загалом | Допрацездатний вік | Працездатний вік | Постпрацездатний вік |
| -------- | ------- | ------------------ | ---------------- | -------------------- |
| Чоловіки | 53      | 18                 | 25               | 10                   |
| Жінки    | 45      | 9                  | 21               | 15                   |
| Разом    | 98      | 27                 | 46               | 25                   |